# Meloderma dracophylli
Meloderma dracophylli är en svampart som beskrevs av P.R. Johnst. 1988. Meloderma dracophylli ingår i släktet Meloderma och familjen Rhytismataceae.   Inga underarter finns listade i Catalogue of Life.